# الصهيونية المسيحية في المملكة المتحدة

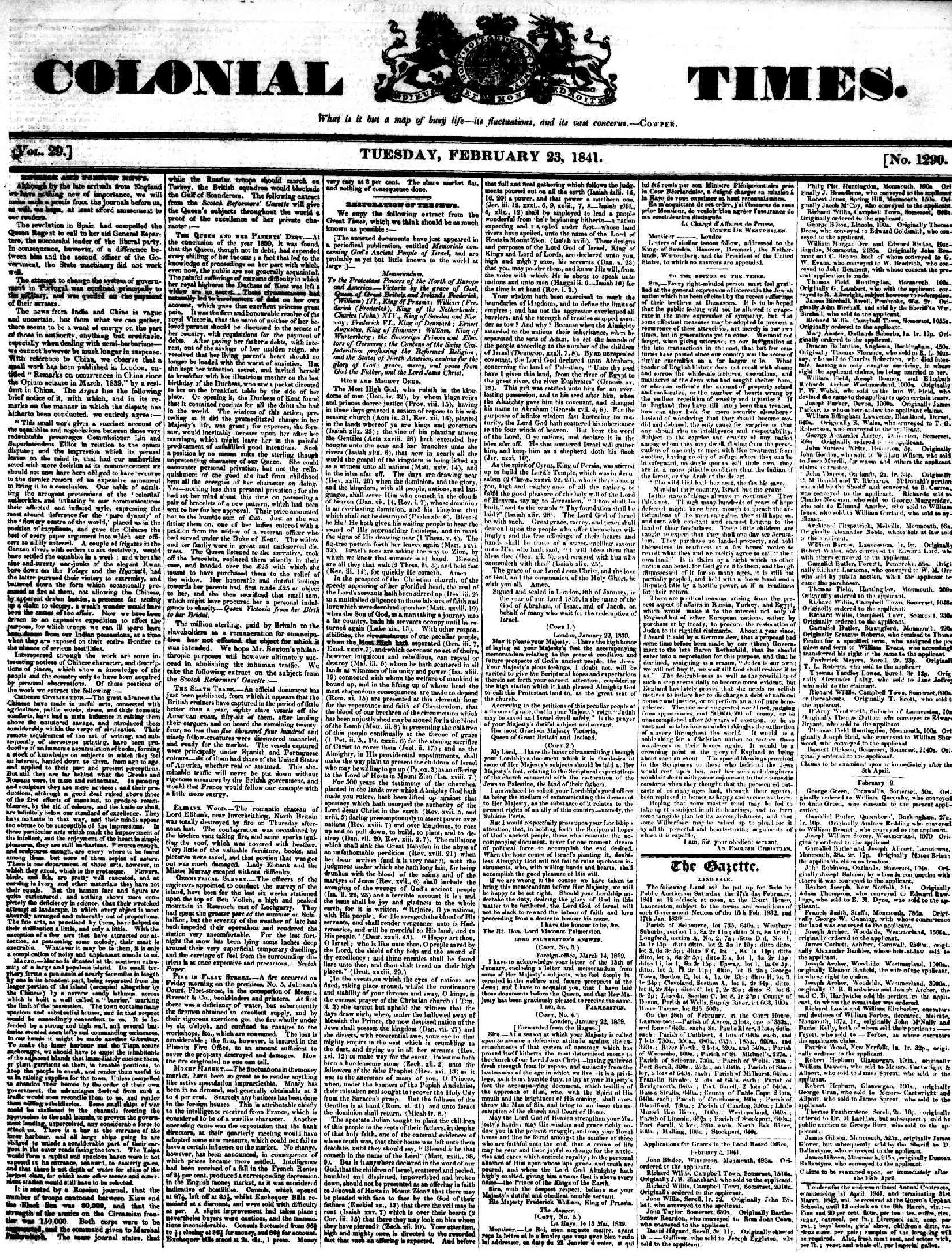
"مذكرة للملكيات البروتستانتية في اروبا من أجل إعادة توطين اليهود في فلسطين" بقلم لورد شافتسبوري نشرت في جريدة الكونوليال تايم بتاريخ 1841,

الصهيونية المسيحية في المملكة المتحدة هي إيديولوجيا مسيحية ترى أن عودة اليهود إلى فلسطين هو تحقيق لنبوات مدونة. مؤيدو المسيحية الصهيونية يرون أن وجود دولة يهودية يمكن بل ويجب أن يدعم بناء على أسس لاهوتية.

## تاريخيًا

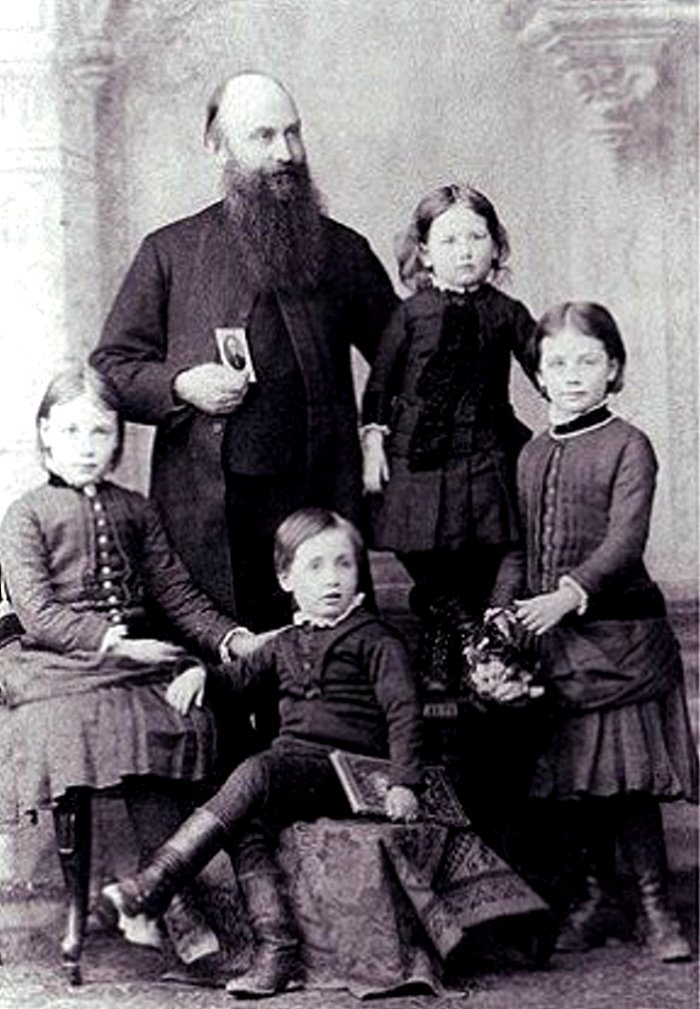
وليام هشلر داعم «نشيط» لتيودور هرتزل.

ظهرت المسيحية الصهيونية قبل الصهيونية لدى العلمانيين والحاخامات اليهود. وغالبية الأطروحات الأولى لهذه الأيديولوجيا جاءت من داخل المملكة المتحدة، حيت التوقعات بعودة اليهود إلى (وطنهم). والتي سمية غالبا بإعادة التوطين. هذا المعتقد كان ذا انتشار واسع بين البيوريتانين، البروتستانت والميثوديون الأوائل. والأبرشيون كجون أومين والمعمدين كجون جيل، وجون ريبون، وسي أتش سرجون، والمشيخيين كصامويل روثرفورد، وهراتيوس وأندروبونار، وروبيرت موراي وأمشين بالإضافة إلى مجموعة من الأنجليكان الذين كانت لهم أراء مشابهة مثل جي سي رايل وشارل سيميون الذي كتب في 1820: «عامة اليهود وأيضاً غالبية المسيحين يعتقدون أنه في يوم ما سيجتمع شتات إسرائيل في أرضه.»
| الصهيونية المسيحية في المملكة المتحدة | أن معنى كتابنا عندما يقرأ في سياقه و أنه لمن الواقع أن كانت الكلمات تعني شيئا. أولا أنه ستكون سياسة لأعاده توطين اليهود في أرضهم . | الصهيونية المسيحية في المملكة المتحدة |

سي أتش سرجون في 1864 , 32 سنة قبل مقال هيرتزل الدولة اليهودية،
المسيحيون اليهود مثل جوزيف فراي الذي أنشأ منظمة لندن لليهود وجوزيف ولف وأتنين من اللاهوتيين ريدلي هارشيل وفليب راشل فلد شكلوا رابط مهما بين فكر إعادة التوطين للقساوسة اللوترين الجرمان والأنجلين البريطانين في المملكة المتحدة. في سنة 1840عضو آخر في منظمة لندن هو دبليو بيريتز لعب دورا في تعريف الرأي العام البريطاني بحادثة دمشق عبر جريدة التايم. إمارسون كالما مسيحي يهودي من أصول لاتيفية مقيم بالقدس أبتدأ من1833 دعى بقوة في 1840 إلى أستيطان اليهود في فلسطين
كان الزخم السياسي المبكر من تسعينيات القرن الثامن عشر المؤيد والمسهل لعودة اليهودية إلى إسرائيل مذهبًا عقائديًا لما بعد الألفية، حيث يقوم على تعليم البيوريتاني. حفز المعلمون المؤثرون في العقيدة الألفية مثل جيمس فرير، وجيمس هالدين ستيوارت وإدوارد إيرفينغ في عشرينيات وثلاثينيات القرن التاسع عشر تحولًا في الرأي السائد على نطاق واسع، مع الدعوة المتساوية للإصلاح. كان الزميلان المقربان إدوارد بيكرستث واللورد شافتسبري من المؤيدين البارزين للعقيدة الإصلاحية، على الرغم من أن بيكرستث لم يؤيد علنًا وجهة النظر هذه للألفية حتى عام 1835، وكان كلاهما يمتلكان وجهات نظر مختلفة بشكل مختلف ولكنهما اعتبرا بشكل مشترك أن العودة إلى الأرض ستسبق طهارة الحياة الروحية.
| « | ربما كانت المفارقة الأكبر هي أن المسيحي الصهيوني الرائد في العصر الفيكتوري قد تم تشجيعه وتأييده في آرائه الاستعادة من قبل المتنصرين اليهود الذين كانوا أكثر حماسة بكثير في القضية الصهيونية من معظم زملائهم اليهود. حول اللورد شافتسبري, دونالد لويس, أستاذ التاريخ الكنسي, معهد ريجنت, فانكوفر. | » |

ضغط شافتسبري مرارًا على اللورد بالمرستون من أجل تحركات لتحفيز عودة اليهود إلى الشرق الأوسط، بشكل رئيسي عن طريق تعيين قنصل بريطاني في القدس عام 1838. كما ضغط من أجل بناء كنيسة المسيح، أول مكان للعبادة الإصلاحية البروتيستانتية في القدس على الرغم من المعارضة العثمانية والمحلية وتكريس (الكنيسة) في عام 1841 لأسقف أنجليكاني بروسي مبثعت من أصل يهودي في القدس. من جهة أخرى حزب شافتسبري العمالي مهد الطريق لإعلان بلفور.

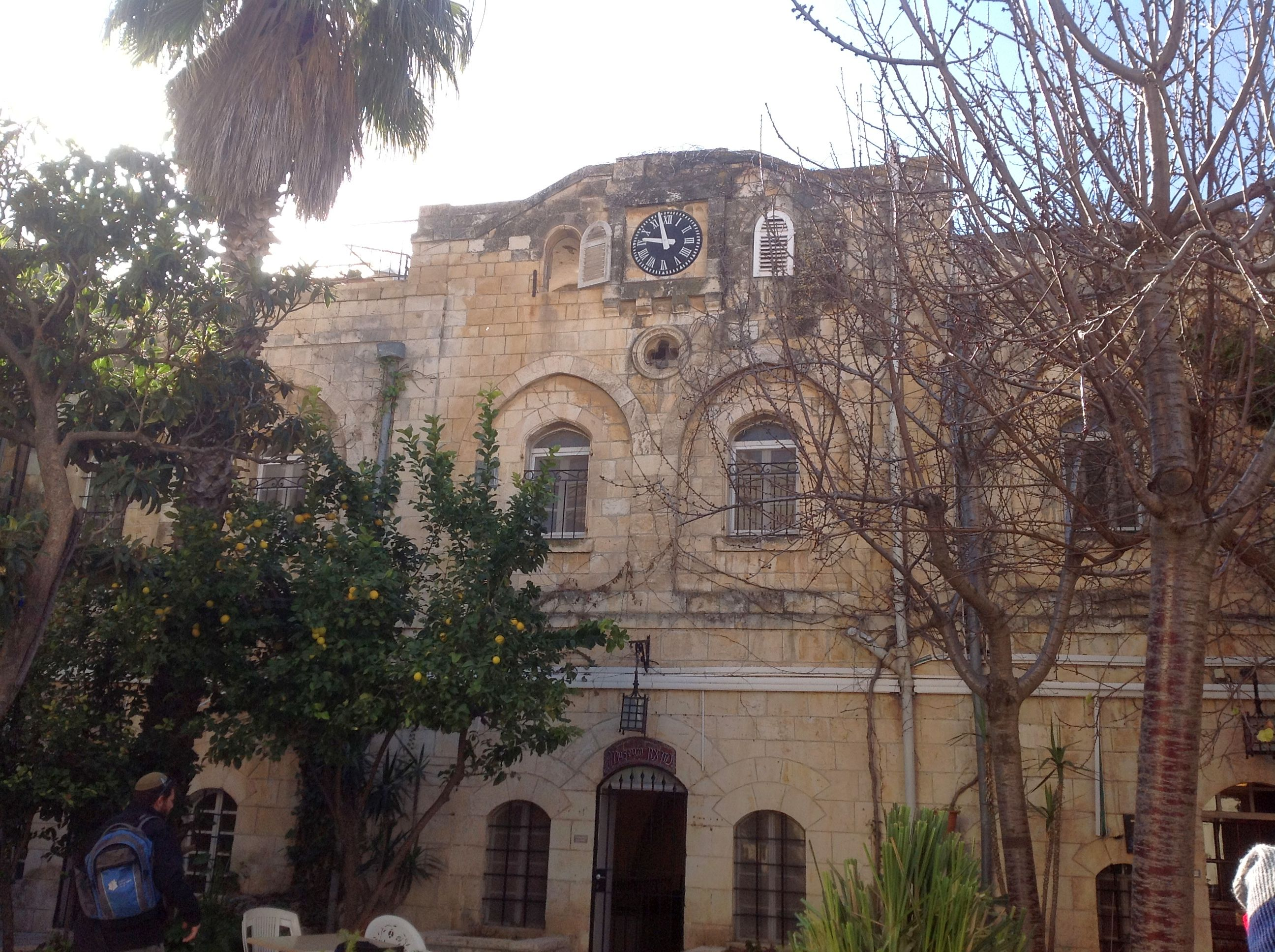
كنيسة المسيح ، الكنيسة البروتستانتية الأولى في القدس ، وهي نتيجة عريضة من 1400 رجل دين و 15000 علماني قدمت في 18 مارس 1845 إلى اللورد أبردين

وُصف رجل الدين الأنجليكاني ويليام هيشلر، بأنه «ليس الأول فقط، بل الأكثر ثباتًا والأكثر ولاءً من أتباع هرتزل». نظرًا لاتصالاته مع المحكمة الألمانية، قدم هيشلر في البداية هرتزل إلى دوق بادن الأكبر، ومن خلاله كان يأمل في تقديم مقترحات صهيونية مبكرة إلى القيصر فيلهلم الثاني،  مما دفع أحد المؤرخين إلى اقتراح أنه مع وجود شك أقل في ألمانيا، فإن القضية الصهيونية قد ظهرت من خلال مبادرته الخاصة.
لعب الصهاينة المسيحيون مثل جون هنري باترسون  وأوردي وينجيت  أدوارًا محورية في بدء وتطوير منظمة الهاغاناه، بل حتى على الرغم من معارضة الحكومة البريطانية في بعض الأحيان.
يعتقد بعض أنصار الصهيونية المسيحية أن إسرائيل يجب أن تكون ملك لشعب اليهودي كأحد الشروط المسبقة لعودة المسيح إلى الأرض. هذا الايمان التنبؤي تعرض لانتقادات من ستيفن سيزر. وقد ناقش هو والصهيوني المسيحي ديفيد باوسون هذه القضية علانية.
في عام 2007، نشرت صحيفة جيروزاليم بوست الإسرائيلية الناطقة بالإنجليزية تقريراً عن مؤتمر قمة القدس في أوروبا الذي عقد في لندن، واصفة إياه بأنه محاولة «لوقف تيار الأصولية الإسلامية الصاعدة» والنسبية الأخلاقية. ووفقًا للصحيفة، فإن الهدف كان «إحياء القوة الباهتة للصهيونية المسيحية في المملكة المتحدة».

## المنظمات
خدمة المآثر هي إحدى منظمات لندن التي تروج للصهيونية المسيحية.
المنظمات الأخرى هي الأصدقاء المسيحيون لإسرائيل، وخدمة الكنيسة بين الشعب اليهودي (الثقة الإسرائيلية للكنيسة الأنجليكانية)، شفعاء لبريطانيا (IFB)، الصلاة من أجل إسرائيل (PFI)، خدمات ديريك برنس، المسيحيون المتحدون من أجل إسرائيل المملكة المتحدة،  بيت يشوا، الزمالة الشمالية الشرقية المسيانية، جسور السلام، خدمات سي إل، الأخت الإنجيلية لماري، صندوق هاتكفاه السينمائي، السفارة المسيحية الدولية بالقدس، الصندوق التربوي المسياني (المسيحي)، بول هايمان الخدمات الدولية، تلفزيون الوحي، الجمعية الإنجيلية الإسرائيلية البريطانية والصهاينة المسيحيون لإسرائيل في المملكة المتحدة.

## روابط خارجية
- تاريخ الصهيونية 1600-1918 ، المجلد الأول، ناحوم سوكولو، لونجمانز، جرين وشركاه، 1919
- تاريخ الصهيونية 1600-1918 ، المجلد 2، ناحوم سوكولو، لونغمان، جرين وشركاه، 1919
- مقابلة آلان هارت مع القس ستيفن سيزر حول آثار الصهيونية المسيحية